# Géza Szigritz
Géza Szigritz, auch Géza Tarrody-Szigritz, (* 18. Januar 1907 in Krivány, Königreich Ungarn; † 12. Dezember 1949 in Eger) war ein ungarischer Schwimmer, der bei Europameisterschaften je eine Silber- und Bronzemedaille gewann.

## Sportliche Karriere
Géza Szigritz gewann 1924 die ersten seiner insgesamt 14 ungarischen Meistertitel. Der Schwimmer von MOVE Egri SE war der erste ungarische Meister aus Eger in einem Einzelwettbewerb.
1926 fanden in Budapest die Schwimmeuropameisterschaften 1926 statt. Bei diesen ersten Europameisterschaften wurden nur Wettbewerbe für Männer angeboten. Die ungarische 4-mal-200-Meter-Freistilstaffel mit Zoltán Bitskey, András Wanié, Géza Szigritz und István Bárány gewann die Silbermedaille hinter der deutschen Staffel. Bereits ein Jahr später fanden in Bologna die Schwimmeuropameisterschaften 1927 statt, bei denen erstmals auch Frauenwettbewerbe ausgetragen wurden. Die ungarische 4-mal-200-Meter-Freistilstaffel der Männer mit Géza Szigritz, den Brüdern Rezső Wanié und András Wanié sowie István Bárány erreichte den dritten Platz hinter den Deutschen und den Schweden. 1928 bei den Olympischen Spielen in Amsterdam erreichte die ungarische 4-mal-200-Meter-Freistilstaffel als Erste des dritten Vorlaufs das Finale. Dort belegten die Brüder Wanié, Szigritz und Bárány in 9:57,0 Minuten als beste europäische Staffel den vierten Platz hinter den Staffeln aus den Vereinigten Staaten, aus Japan und aus Kanada. Über 400 Meter Freistil wurde Géza Szigritz Vierter seines Vorlaufs.
Szigritz spielte neben seiner Schwimmkarriere auch Wasserball in Eger. Später war er Trainer der Mannschaft aus Eger, als sie erstmals in die erste ungarische Liga aufstieg. Nach seinem frühen Tod wurde für einige Jahre ein nach ihm benannter Wettbewerb zu seinen Ehren ausgetragen.